# Municipio de San José del Progreso
San José del Progreso es uno de los 570 municipios que conforman al estado mexicano de Oaxaca. Pertenece al distrito de Ocotlán, dentro de la región valles centrales. Su cabecera es la localidad de San José del Progreso.

## Geografía
El municipio abarca 107.46 km² y se encuentra a una altitud promedio de 1580 m s. n. m., oscilando entre 1400 y 2900 m s. n. m.
Colinda al norte con los municipios de San Pedro Apóstol, San Pedro Mártir, Santa Lucía Ocotlán y el municipio de Ocotlán de Morelos; al este con Ocotlán de Morelos, San Jerónimo Taviche, San Pedro Taviche y Ejutla de Crespo; al sur con Ejutla de Crespo; al oeste con Ejutla de Crespo, San Martín de los Cansecos, Magdalena Ocotlán y San Pedro Apóstol.

## Demografía
De acuerdo al último censo, realizado por el INEGI en 2010, en el municipio habitan 6579 personas repartidas entre 12 localidades. La densidad de población es de 61 habitantes por kilómetro cuadrado.